# Mariakerk (Utrecht)
De Mariakerk, ook wel Maria Maior, was een van de vijf kapittelkerken in de Nederlandse stad Utrecht (de andere waren de Dom, de Salvatorkerk, de Pieterskerk en de Janskerk). Zij dateerde uit de elfde eeuw en gold als een van de fraaiste gebouwen in romaanse stijl in Nederland. Aan het kapittel was de proosdij van Sint Marie te Utrecht verbonden.
De kerk werd in stappen afgebroken in de eerste helft van de negentiende eeuw. Tegenwoordig resteert alleen nog de kloostergang aan de Mariaplaats, achter het Gebouw voor K&W (Utrechts Conservatorium).

## Geschiedenis

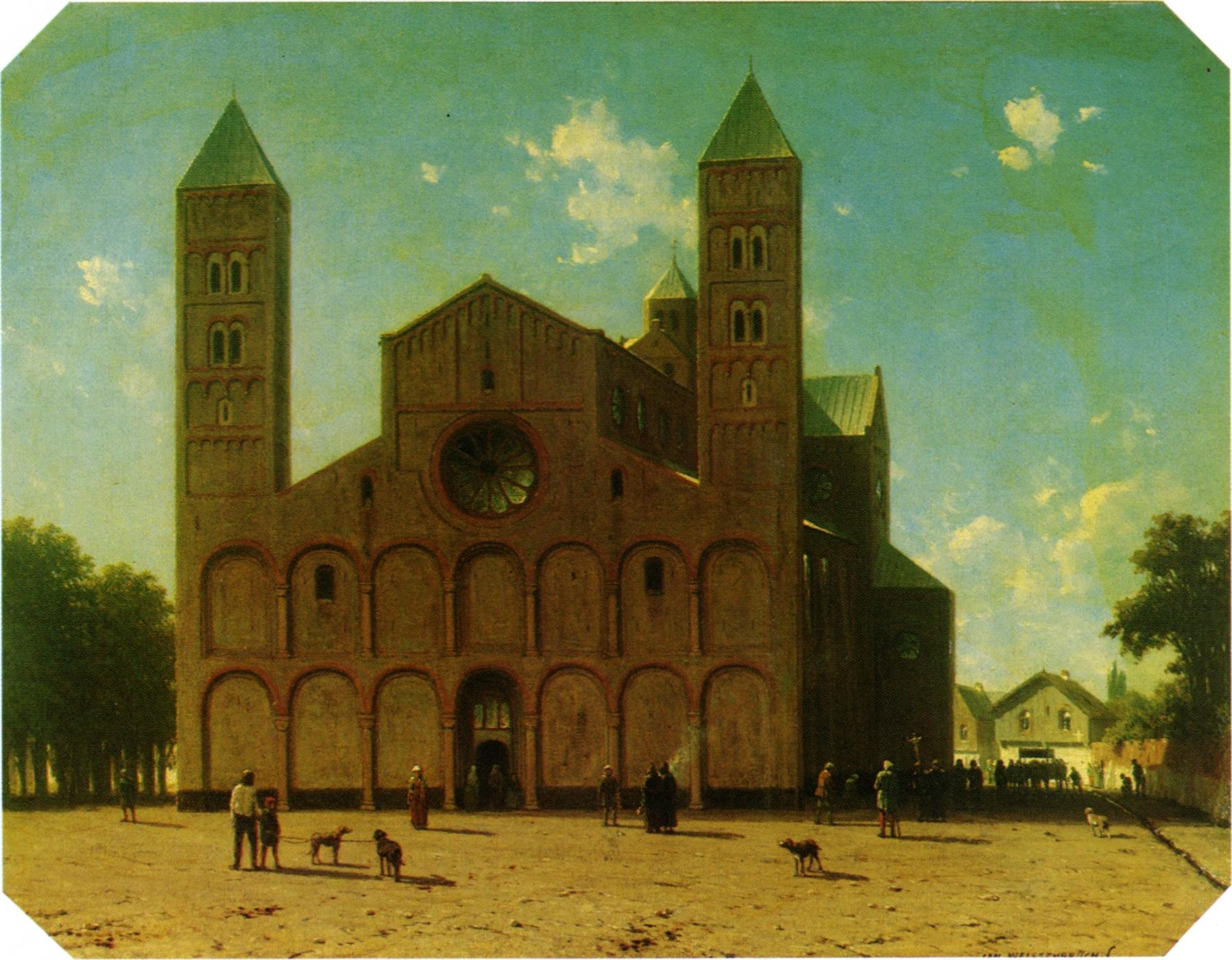
Jan Weissenbruch. Gezicht op de Mariakerk te Utrecht, geïdealiseerde reconstructie. 1860-1862. Rotterdam, Museum Boijmans Van Beuningen.

De Mariakerk was volgens de overlevering een gezamenlijke stichting van keizer Hendrik IV en bisschop Koenraad en zou het westelijke sluitstuk geweest zijn van het Utrechtse kerkenkruis. Koenraad was een trouw aanhanger van Hendrik IV tijdens de Investituurstrijd: hij vergezelde hem tijdens diens expeditie in Italië in 1083 en was aanwezig bij diens kroning tot keizer in 1084. De oorzaak van de verder naar het westen gelegen situering van de Mariakerk in het kerkenkruis zou erin zijn gelegen dat de directe westzijde van de burcht Trecht reeds bebouwd was met de handelswijk Stathe en de Buurkerk.
Vanaf 1085 was Koenraad meer in Utrecht, en omstreeks die tijd zal de bouw van de Mariakerk begonnen zijn. Als bewust voorbeeld schijnt de beroemde, net voltooide Dom van Spiers gediend te hebben, bij uitstek de kerk van Hendrik IV en de grafkerk van de Salische koningendynastie. De Mariakerk werd hierdoor ook als een symbool van het keizerschap aangezien.
In 1099 was de bouw van de Mariakerk zover gevorderd dat het koor kon worden ingewijd echter de bouw kwam stil te liggen. Pas na een episode in 1133, toen Floris de Zwarte zich tijdens zijn strooptochten door het Sticht in de Mariakerk verschanste, werd de bouw krachtig hervat, zij het volgens een afwijkend plan: het schip en de westpartij werden uitgevoerd in Lombardische stijl, waarmee de Mariakerk een merkwaardig Italiaans voorkomen kreeg. In die zin was het een unicum ten noorden van de Alpen. Rond 1160 werden nog twee torens naast het westwerk toegevoegd.
De Mariakerk zoals zij nu tot stand was gekomen had een zeer grootse, monumentale allure. In tegenstelling tot de andere romaanse kerken in Utrecht had zij verder twee dwarsschepen, was zij geheel in steen overwelfd en daarnaast voorzien van tribunes boven de zijbeuken. Aan de Mariakerk werd een kapittel verbonden met dertig kanunniken.
In 1421 werd het relatief bescheiden romaanse koor vervangen door een veel groter gotisch koor. Ook werden de vensters in de westgevel gemoderniseerd. Op de nok van het nieuwe koor werd een beeld van keizer Hendrik geplaatst. In 1528 werd de schilder Jan van Scorel kanunnik van de Mariakerk; hij ontwierp onder meer een oksaal en enkele gebrandschilderde ramen. Na zijn dood kreeg hij in de Mariakerk het eerste praalgraf voor een kunstenaar in de Nederlanden.
De aftakeling begon tijdens het beleg van kasteel Vredenburg in 1576, waarbij de noordelijke toren werd stukgeschoten. Na de Reformatie kwam de kerk in gebruik bij de Engelse gemeente; het koor ging als tentoonstellingsruimte dienstdoen. In 1682 werd de overgebleven toren afgebroken en in 1715 werd de hele westpartij gesloopt.
De opheffing van het kapittel in 1811 leidde uiteindelijk tot de afbraak van de kerk. Op last van keizer Napoleon werd in 1813 een begin gemaakt met de sloop; de opbrengst uit de verkoop van materialen moest helpen zijn veldtochten te financieren. In 1816 was de sloop voltooid; alleen het gotische koor, dat sinds 1764 als concertzaal dienstdeed, rekte zijn bestaan tot 1844. In dat jaar moest het wijken voor het nieuwe Gebouw voor Kunsten en Wetenschappen.
Ondanks de sloop is de Mariakerk altijd tot de verbeelding blijven spreken. Het prachtige bouwwerk is tot in detail bekend dankzij de vele tekeningen die Pieter Saenredam tijdens zijn verblijf in Utrecht in 1636 ervan maakte.

## Kloostergang

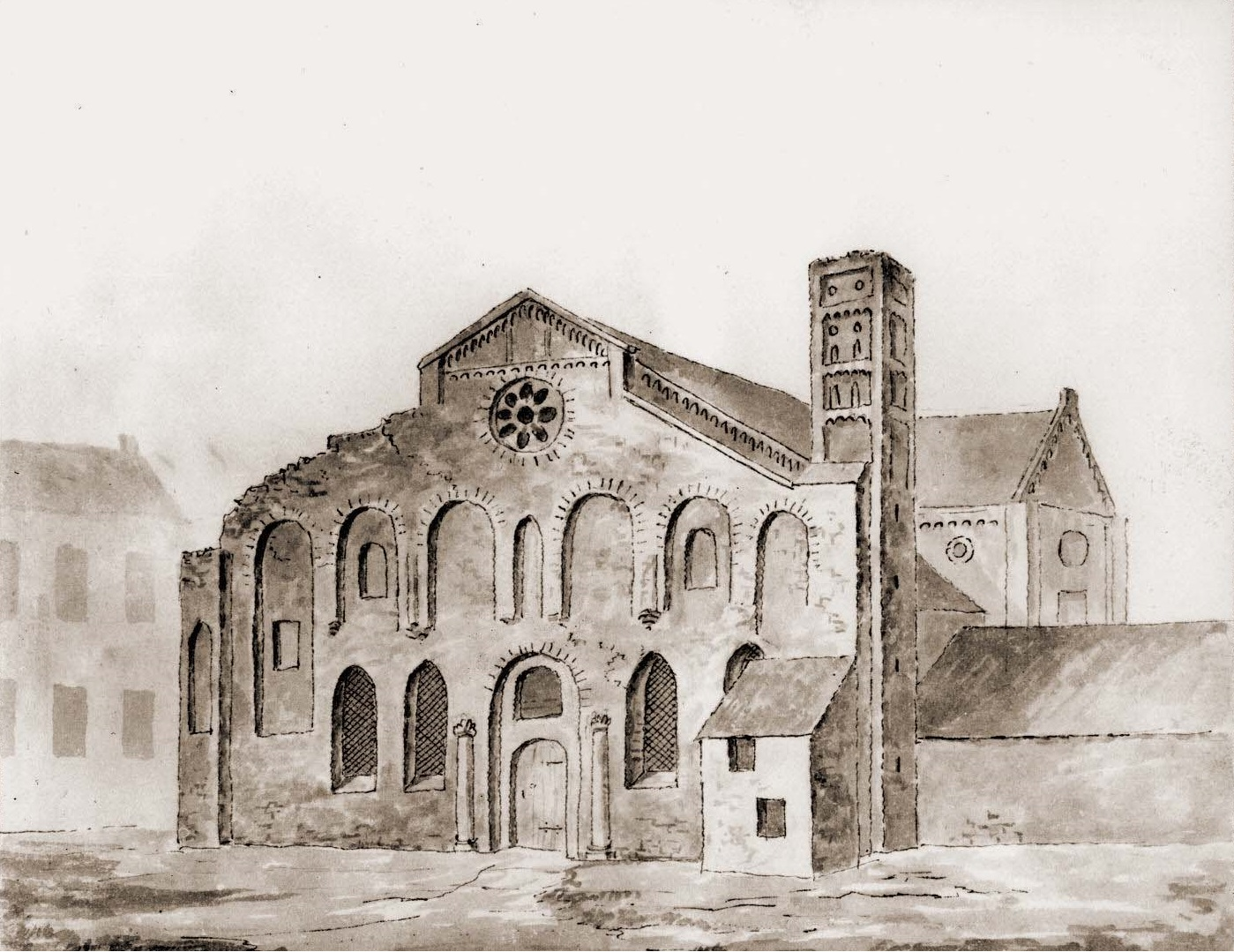
tekening uit ca. 1840

De kloostergang van de Mariakerk bleef gespaard omdat die ten tijde van de afbraak van de kerk op het grondgebied van de Oudkatholieke kerk stond. Van de drie armen is de westelijke het oudst, eind elfde eeuw. De andere armen ontstonden rond 1140. Bij reparaties in latere eeuwen is de oorspronkelijke tufsteen in de muren vervangen door baksteen; de zuiltjes en kapitelen zijn van zandsteen. De westarm is in 1633 verbouwd. Restauraties vonden in het begin van de twintigste eeuw plaats.

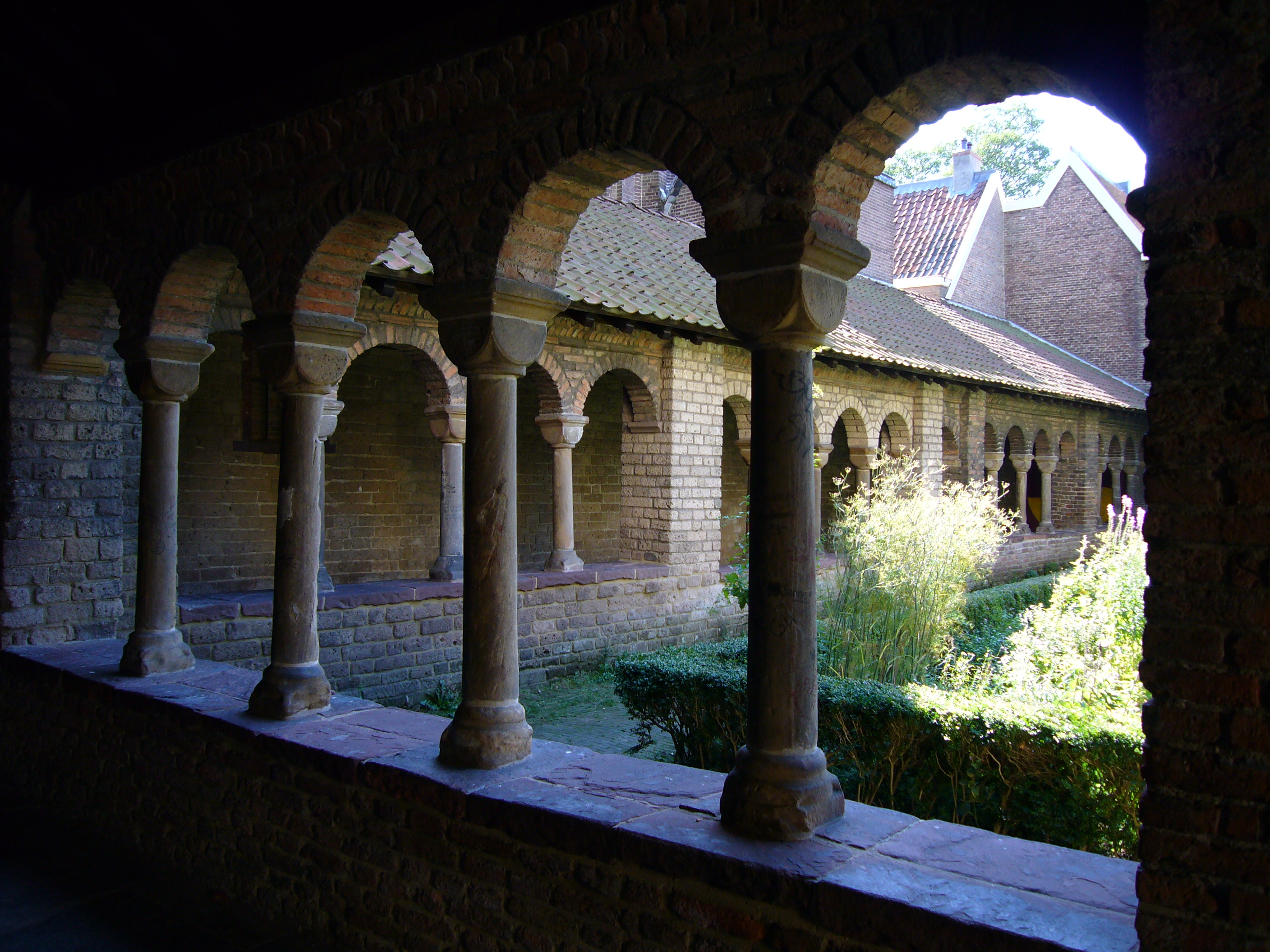
De kloostergang van de voormalige Mariakerk

Sinds 2016 is het monument in handen van stichting Monumentenbezit. De historische locatie is dagelijks toegankelijk voor het publiek. De bijzondere tuin wordt onderhouden door vrijwilligers.

## Bibliotheek
De bibliotheek van het kapittel Sint Marie had een rijke en grote collectie manuscripten en gedrukte boeken. Deze handschriften en boeken waren na 1566, het jaar van de eerste beeldenstorm in Utrecht, in bewaring gegeven bij verschillende kanunniken. Na de Reformatie wilde het stadsbestuur van Utrecht een stadsbibliotheek stichten. Daarom vroeg het bestuur vanaf 1581 meerdere keren om de boeken van de kapittelbibliotheek voor de stadsbibliotheek over te dragen. Omdat het Mariakapittel weigerde de boeken te geven, vroeg de burgemeester in 1592 om openstelling van de kapittelbibliotheek voor publiek. Daarop werden de verspreide boeken weer verzameld. In 1601 werden ze in een nieuwe bibliotheek boven het kapittelhuis geplaatst. Deze bibliotheek bestond uit vier rijen van elk vier boekenkasten: er moet ruimte zijn geweest voor enkele honderden boeken.
In de 17e en 18e eeuw raakten veel handschriften beschadigd. Bezoekers sneden afbeeldingen uit en schreven hun naam in de manuscripten. Onder andere de Zwolse Bijbel bevat veel handtekeningen van bezoekers aan de Mariakerk, maar mist ook veel gedecoreerde initialen. 
Nadat het kapittel in 1811 opgeheven werd, is het grootste gedeelte van de bibliotheek in 1844 aan de Universiteitsbibliotheek Utrecht gegeven. Er zijn 37 handschriften en circa 90 gedrukte werken overgeleverd. Bijzonder is dat hier meerdere liturgische handschriften bij zijn, zoals het Pontificale van Sinte Marie. Deze handschriften werden tijdens de mis gebruikt en lagen in de kerk. Bij de beeldenstorm gingen deze manuscripten daarom vaak verloren.

## Verhalen

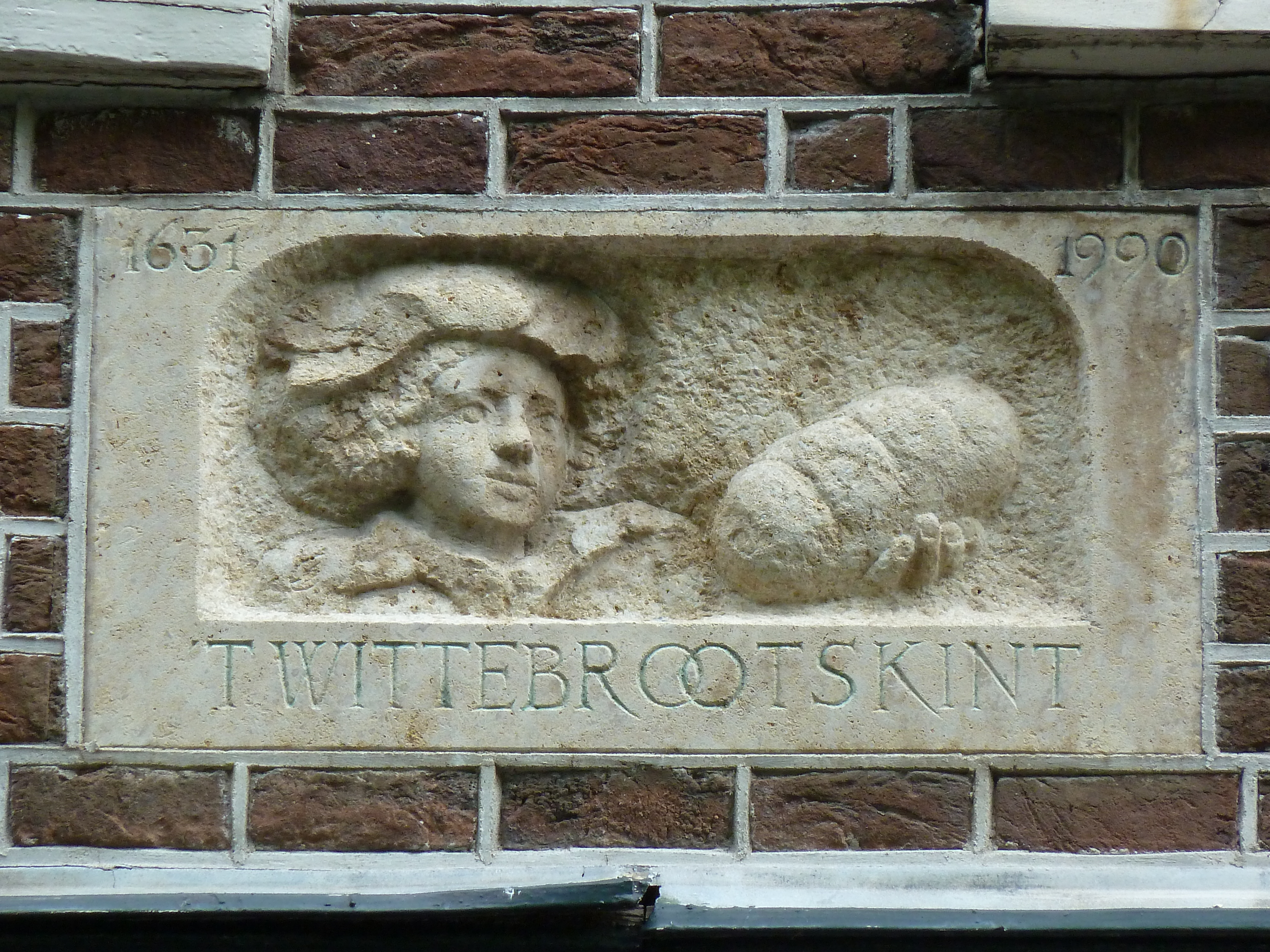
Gevelsteen van 't Wittebrootskint aan de Oudegracht 276

Over de Mariakerk ontstonden meerdere verhalen. In een ervan lukte het bisschop Koenraad maar niet de Mariakerk te laten bouwen, omdat de fundering telkens niet standhield door drassige grond en opwellend water. Een Friese bouwmeester wist een oplossing hiervoor, hij hield die echter geheim tot de bisschop een grote som zilver betaalde. De gierige bisschop kocht daarop voor minder geld de zoon van de bouwmeester om en vernam zodoende dat de bouwmeester het plan had de fundering op ossenhuiden te bouwen. De bisschop kon de kerk eindelijk laten bouwen. Echter op een zekere dag in 1099 werd de bisschop na het lezen van de mis door de wraakzuchtige bouwmeester in de tuin doodgestoken.
In een ander verhaal kreeg de bisschop via de bakker het dochtertje van de bouwmeester zover het geheim van de fundering te verklappen. Toen de bouwmeester erachter kwam sloeg hij daarop met een wittebrood van de bakker zijn kind dood. Op de Oudegracht heette de winkel van de bakker nog eeuwenlang 't Wittebrootskint. Een gevelsteen daar en een lantaarnpaalconsole ter hoogte van de Lichte Gaard herinneren er nog aan. Bij de afbraak van de kerk heeft men nog (tevergeefs) naar de fundering van ossenhuiden gezocht.